# Cisterna d'Asti (vino)

## Origine
La zona di origine è costituita dall'intero territorio amministrativo dei comuni di Cisterna d'Asti, Antignano, Cantarana, Ferrere, San Damiano d'Asti e San Martino Alfieri in provincia di Asti; Canale, Castellinaldo, Govone, Montà, Monteu Roero, Vezza d'Alba e Santo Stefano Roero in provincia di Cuneo.

## Vitigno
La base ampelografica, cioè della varietà del vitigno, è costituita da uva Croatina dall'80% al 100%; possono concorrere alla produzione, congiuntamente o disgiuntamente, uve di altri vitigni a bacca nera, non aromatici autorizzati o raccomandati per le province di Cuneo e Asti nella misura massima del 20%.

## Caratteristiche del vino

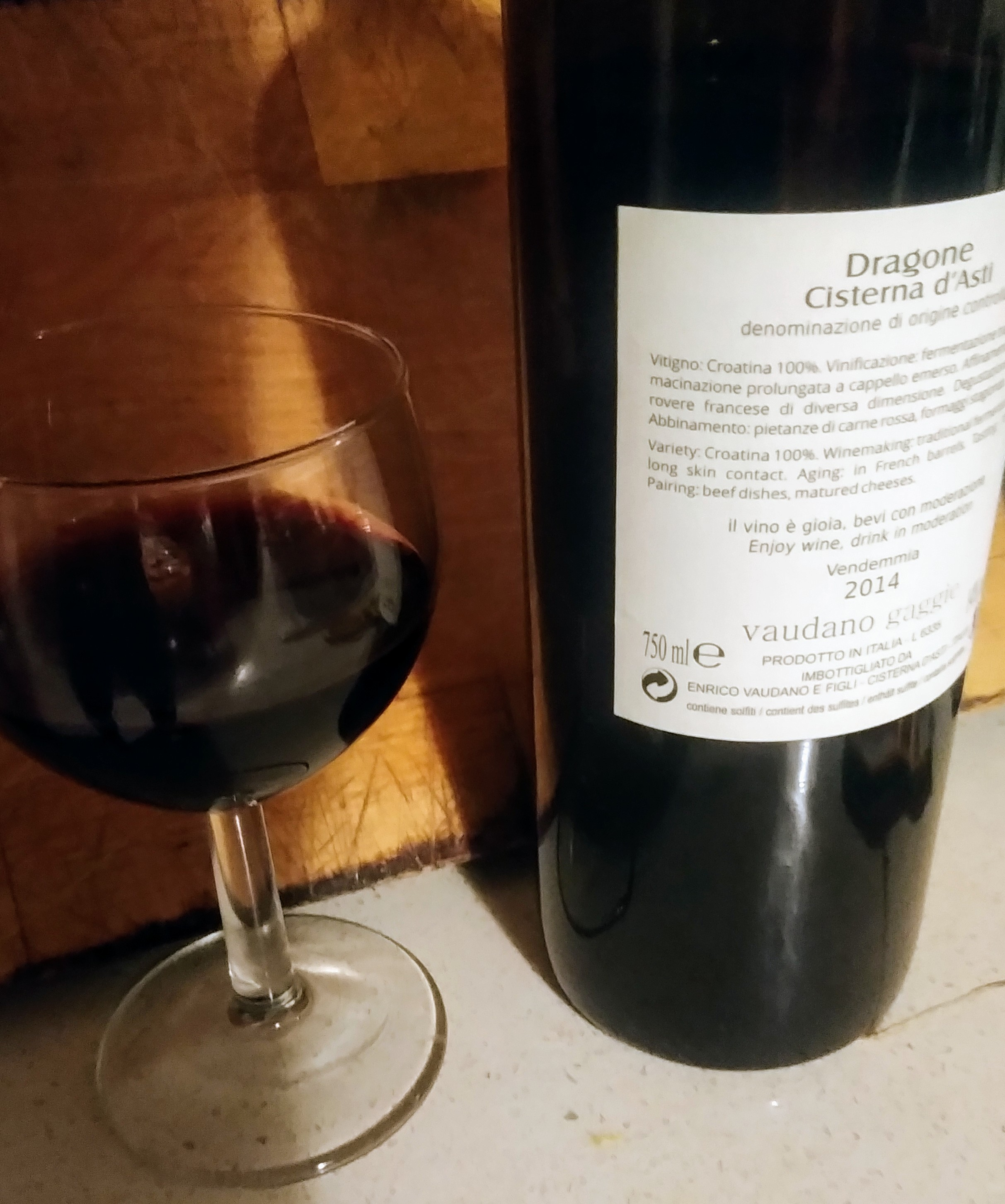
Vino Cisterna DOC annata 2014

Può essere prodotto sotto il nome Cisterna d'Asti oppure Cisterna d'Asti Superiore, se le caratteristiche delle uve con cui è prodotto sono migliori e se invecchiato almeno 10 mesi, a scelta del produttore se in botti di legno. Il tasso alcolico dei Cisterna d'Asti deve essere almeno 10,5% vol., se invece è di categoria superiore deve essere almeno 11% vol. Spesso il vino presente sul mercato supera di molto questi livelli.

## Base legislativa
Questa Denominazione di Origine Controllata è stata istituita con il Decreto del Ministero delle politiche agricole e forestali, pubblicato sulla G.U.R.I. del 22 agosto 2002, n. 196.